# Course de côte al Fito

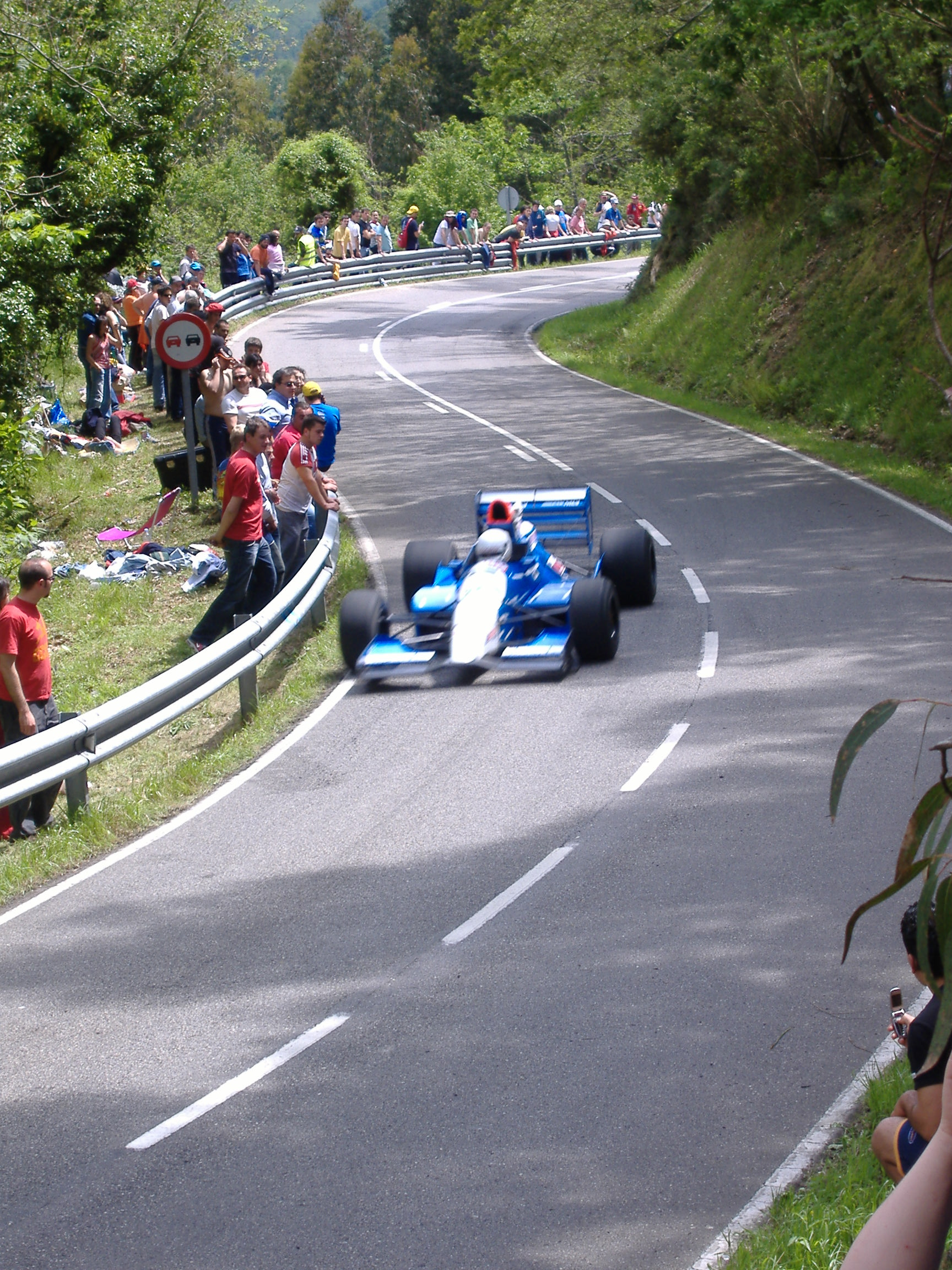
Une Reynard F3000, en 2006.

La Course de côte al Fito (ou Subida Internacional al Fito - Memorial Ángel Martínez Noriega depuis 1991) est une compétition automobile espagnole, disputée dans les Asturies depuis 1970, dans la sierra del Sueve, près de l'église de San Miguel (à partir de laquelle se déroulent les excursions jusqu'au pic le plus élevé, le Pienzu, qui culmine dans la chaîne à 1 161 mètres d'altitude). Elle est sous la responsabilité de la Real Federación Española de Automovilismo.

## Histoire
Le Pienzu voit s'organiser en fait deux courses de montagne distinctes sur ses flancs, l'une au nord (la Subida al Sueve) qui compte pour le Championnat des Asturies, l'autre au sud, l'al Fito.
En 1990, cette dernière est intégrée au Championnat d'Europe de la montagne. Elle ne l'a plus quitté depuis.
En 2011 est organisée la quarantième édition de la course. Simone Faggioli l'a remportée à cinq reprises, et le constructeur Lola à treize (entre 1978 et 1997).

## Palmarès

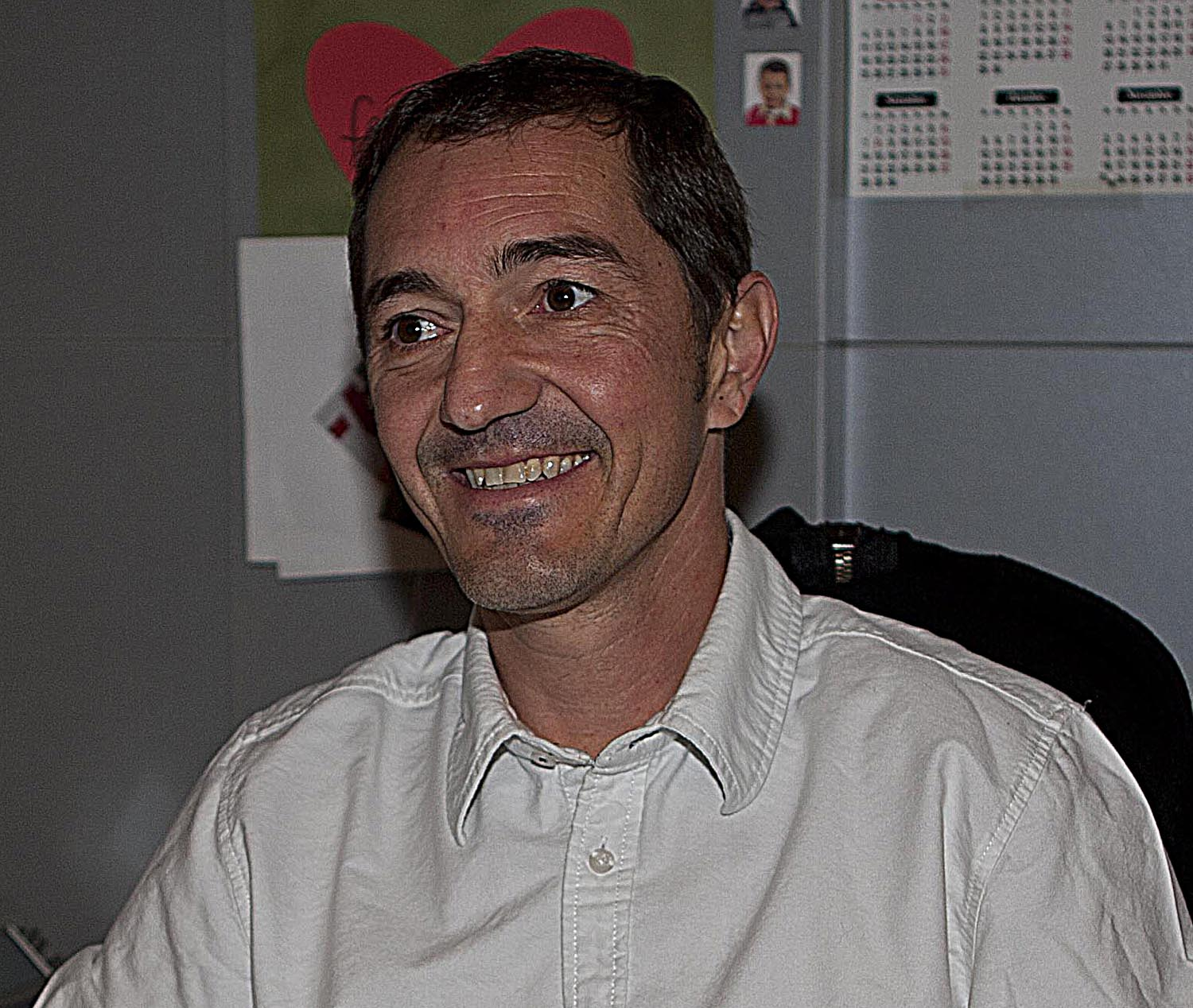
L'Andorran JoanVinyes, vainqueur en 1993 et 1994, tout comme son père Joan Dabad en 1986 et 1988.

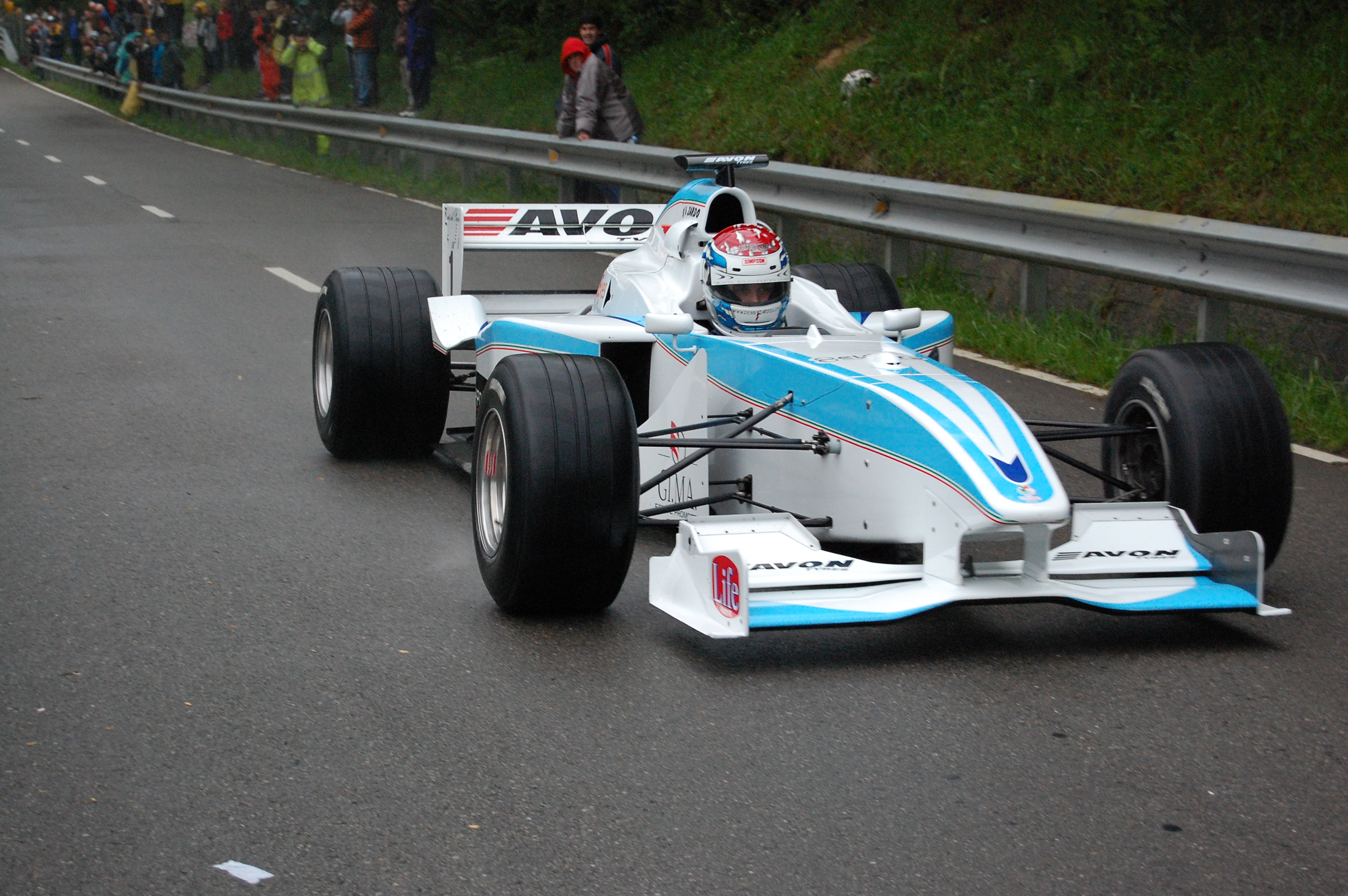
Denny Zardo, lors de l'édition 2008.

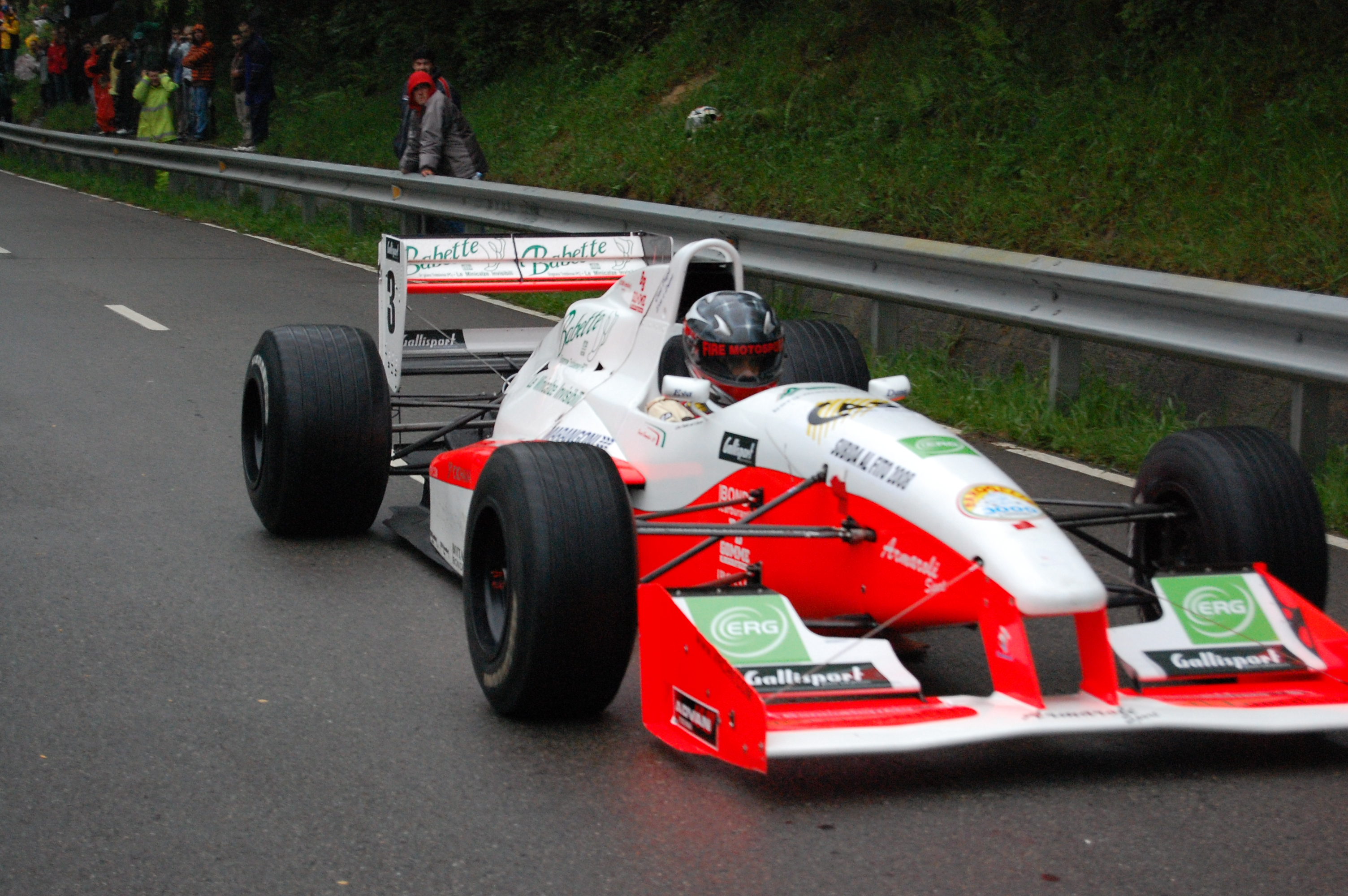
Fausto Bormolini (2008).

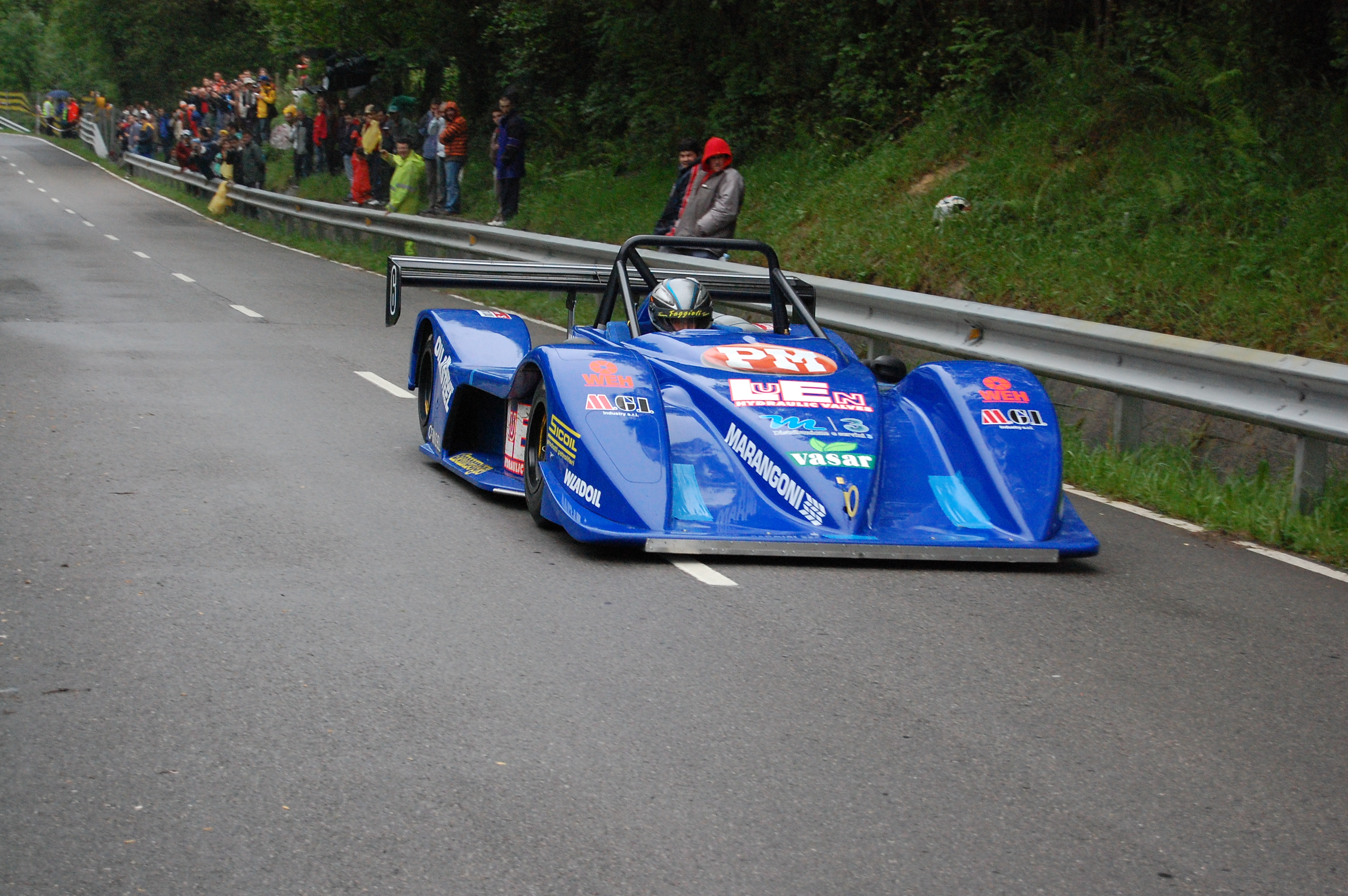
Simone Faggilio et son Osella PA27 (2008, pour une première victoire).

(International à partir de 1990)
| Année | Pilote                | Voiture                    |
| ----- | --------------------- | -------------------------- |
| 1971  | José Mª Lencina       | BMW 2002 Ti                |
| 1972  | Juan Fernández        | Porsche 908 3 A            |
| 1973  | Alfredo Turcheto      | Lancia Flavia              |
| 1974  | Miguel Brunels        | Selex 1800                 |
| 1975  | Juan Fernández        | Osella BMW                 |
| 1977  | Bernardino Hevia      | Martini F. 1800            |
| 1978  | Juan Fernández        | Lola-BMW                   |
| 1979  | Juan Fernández        | Lola-BMW                   |
| 1980  | Jean Claude           | Lola-BMW                   |
| 1981  | Carlos Arenzana       | Lola-BMW                   |
| 1982  | Carlos Arenzana       | Lola-BMW                   |
| 1983  | Pedro Mª Román        | Lola-BMW                   |
| 1984  | Andrés Vilariño       | Lola Peñascal              |
| 1985  | Paulino Díaz          | Talbot Samba Rallye        |
| 1986  | Joan Vinyes           | Lola-BMW                   |
| 1987  | Francisco Egózcue     | Lola-BMW                   |
| 1988  | Joan Vinyes           | Lola-BMW                   |
| 1989  | Francisco Egózcue     | Osella-BMW                 |
| 1990  | Luis Fuertes Martínez | Lola-BMW                   |
| 1991  | Aitor Zabaleta        | Lola-BMW                   |
| 1992  | Aitor Zabaleta        | Lola-BMW                   |
| 1993  | Joan Vinyes           | Osella-BMW                 |
| 1994  | Joan Vinyes           | Osella-BMW                 |
| 1995  | Fabio Danti           | Luchini                    |
| 1996  | Andrés Vilariño       | Norma-BMW                  |
| 1997  | Aitor Zabaleta        | Lola CEPSA                 |
| 1998  | Andrés Vilariño       | Osella PA 20               |
| 1999  | Andrés Vilariño       | Osella PA 20               |
| 2000  | Andrés Vilariño       | Osella PA 20/S             |
| 2001  | Andrés Vilariño       | Osella PA 20/S             |
| 2002  | Franz Tschager        | Osella PA 20/6             |
| 2003  | Andrés Vilariño       | Formula Reynard F3         |
| 2004  | Lionel Régal          | Reynard F3000              |
| 2005  | Ander Vilariño        | Reynard F3000              |
| 2006  | Pablo Martínez        | Reynard F3000              |
| 2007  | Miguel Martínez       | Reynard F3000              |
| 2008  | Simone Faggioli       | Osella PA27                |
| 2009  | Oscar Palacio         | Silver-Car CM              |
| 2010  | Ander Vilariño        | Reynard F3000              |
| 2011  | Guy Demuth            | Osella FA30                |
| 2012  | Simone Faggioli       | Osella FA30                |
| 2013  | Simone Faggioli       | Osella FA30-Zytek Armaroli |
| 2014  | Simone Faggioli       | Norma M20FC                |
| 2015  | Simone Faggioli       | Norma M20FC                |